# Fransart
Fransart és un municipi francès situat al departament del Somme i a la regió dels Alts de França. L'any 2007 tenia 140 habitants.

## Demografia

### Població

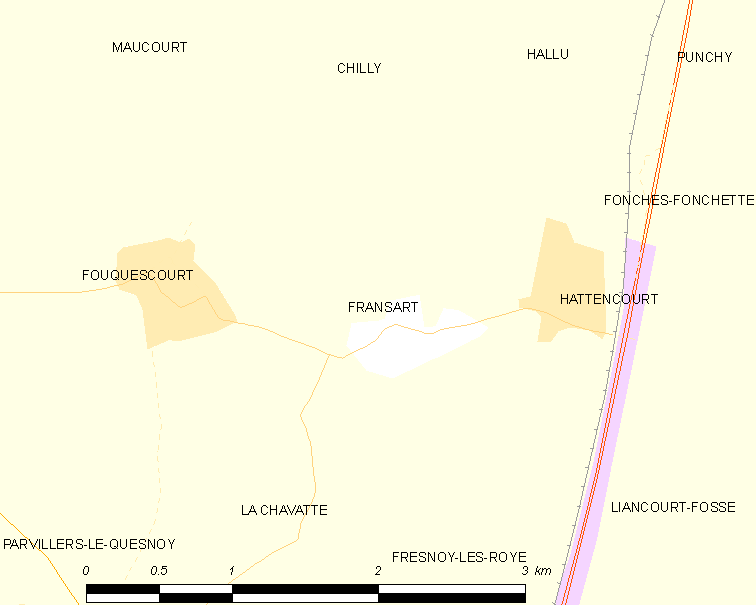

El 2007 la població de fet de Fransart era de 140 persones. Hi havia 52 famílies de les quals 12 eren unipersonals (12 homes vivint sols), 12 parelles sense fills, 24 parelles amb fills i 4 famílies monoparentals amb fills.
La població ha evolucionat segons el següent gràfic:
Habitants censats

### Habitatges

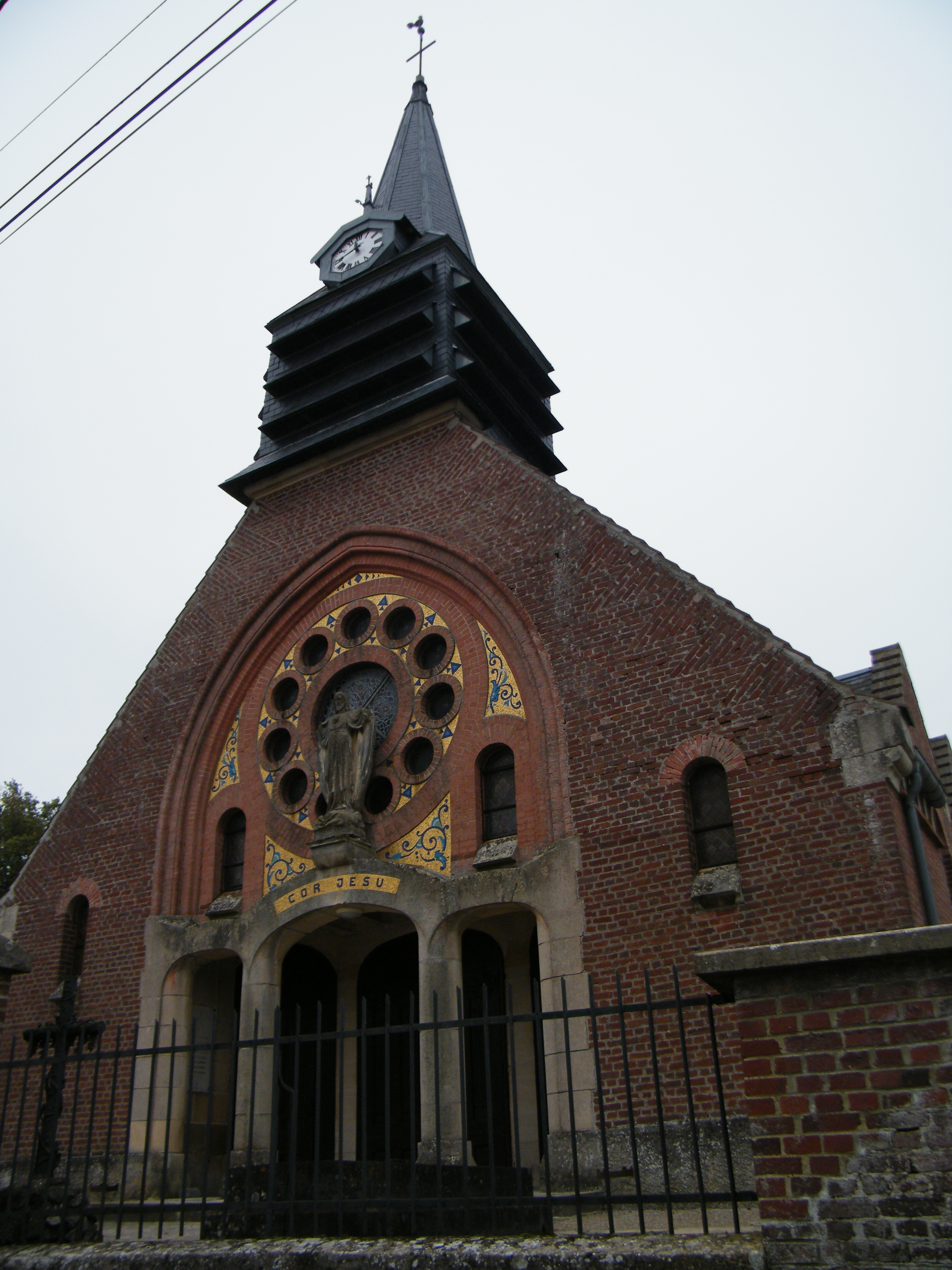

El 2007 hi havia 58 habitatges, 53 eren l'habitatge principal de la família, 2 eren segones residències i 3 estaven desocupats. 56 eren cases i 1 era un apartament. Dels 53 habitatges principals, 42 estaven ocupats pels seus propietaris, 9 estaven llogats i ocupats pels llogaters i 2 estaven cedits a títol gratuït; 2 tenien una cambra, 8 en tenien tres, 8 en tenien quatre i 35 en tenien cinc o més. 44 habitatges disposaven pel capbaix d'una plaça de pàrquing. A 27 habitatges hi havia un automòbil i a 18 n'hi havia dos o més.

### Piràmide de població

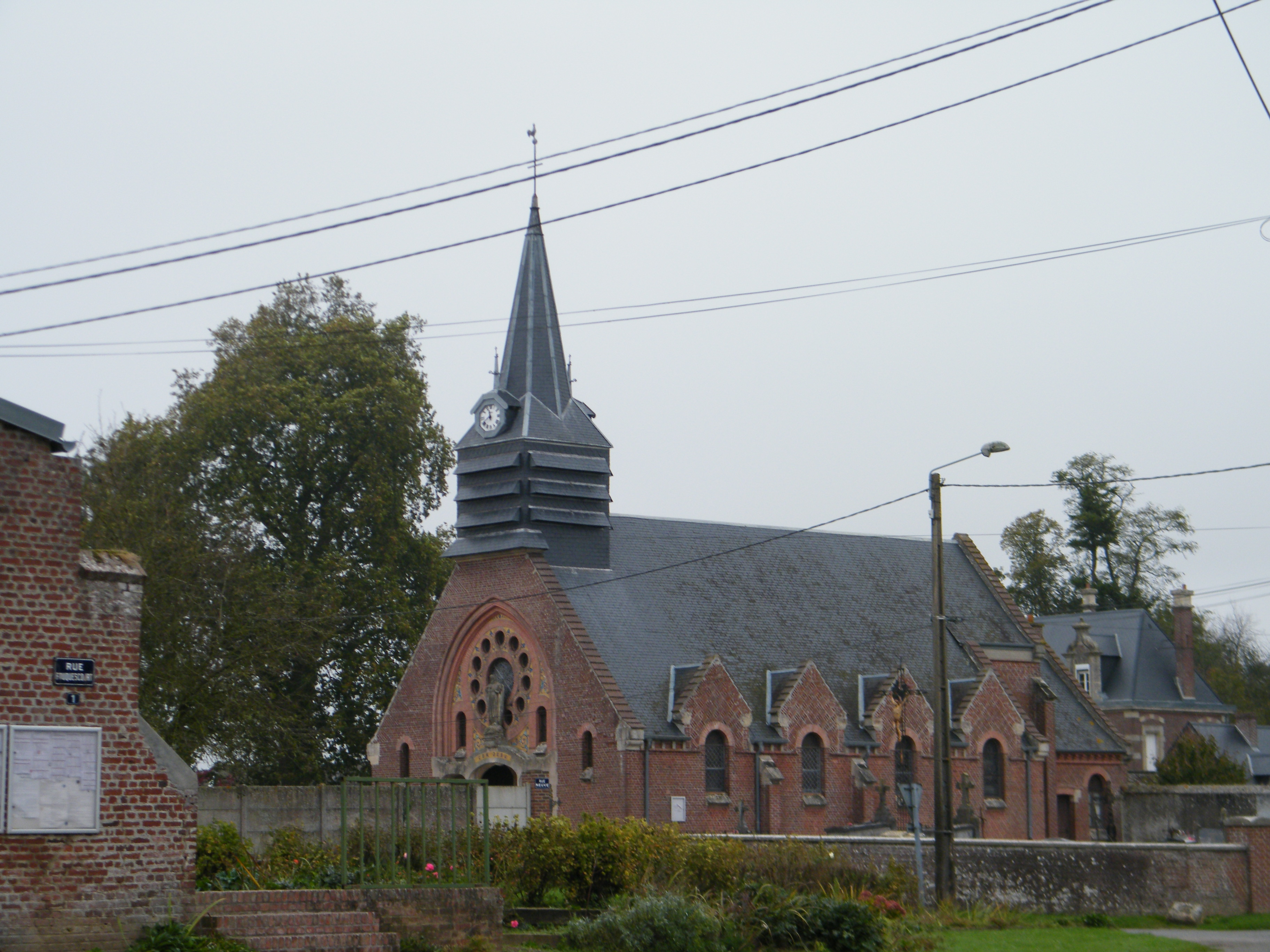

La piràmide de població per edats i sexe el 2009 era:
| Homes | Edats   | Dones |
| ----- | ------- | ----- |
| 0     | 95 o +  | 0     |
| 0     | 90 a 94 | 0     |
| 0     | 85 a 89 | 0     |
| 0     | 80 a 84 | 4     |
| 4     | 75 a 79 | 4     |
| 0     | 70 a 74 | 4     |
| 0     | 65 a 69 | 0     |
| 0     | 60 a 64 | 0     |
| 0     | 55 a 59 | 0     |
| 0     | 50 a 54 | 0     |
| 4     | 45 a 49 | 4     |
| 8     | 40 a 44 | 12    |
| 12    | 35 a 39 | 0     |
| 8     | 30 a 34 | 0     |
| 0     | 25 a 29 | 4     |
| 0     | 20 a 24 | 4     |
| 8     | 15 a 19 | 16    |
| 8     | 10 a 14 | 12    |
| 0     | 5 a 9   | 4     |
| 4     | 0 a 4   | 0     |

## Economia

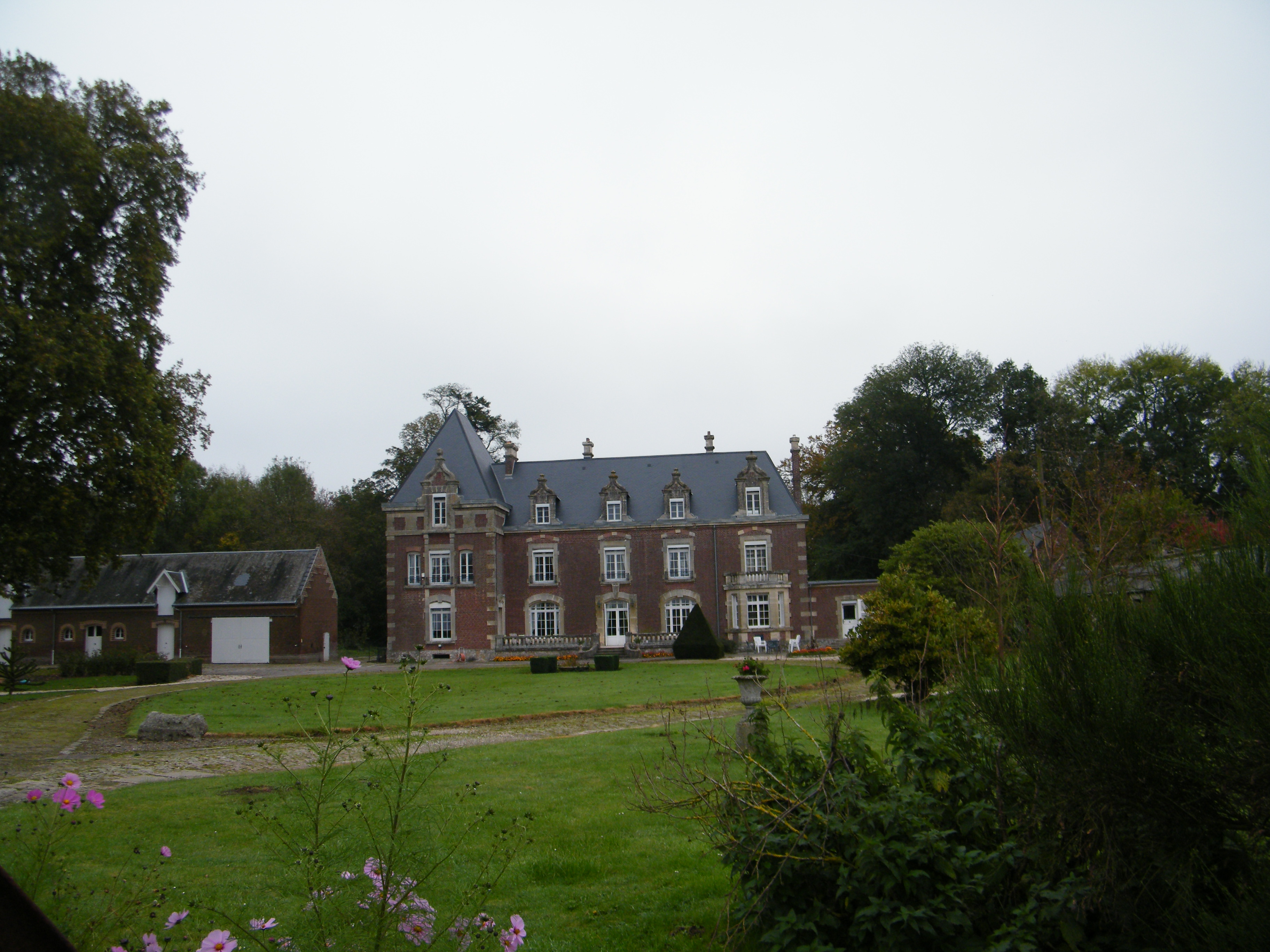

El 2007 la població en edat de treballar era de 90 persones, 63 eren actives i 27 eren inactives. De les 63 persones actives 52 estaven ocupades (30 homes i 22 dones) i 10 estaven aturades (3 homes i 7 dones). De les 27 persones inactives 5 estaven jubilades, 8 estaven estudiant i 14 estaven classificades com a «altres inactius».

### Ingressos
El 2009 a Fransart hi havia 53 unitats fiscals que integraven 147 persones, la mediana anual d'ingressos fiscals per persona era de 14.698 €.

### Activitats econòmiques

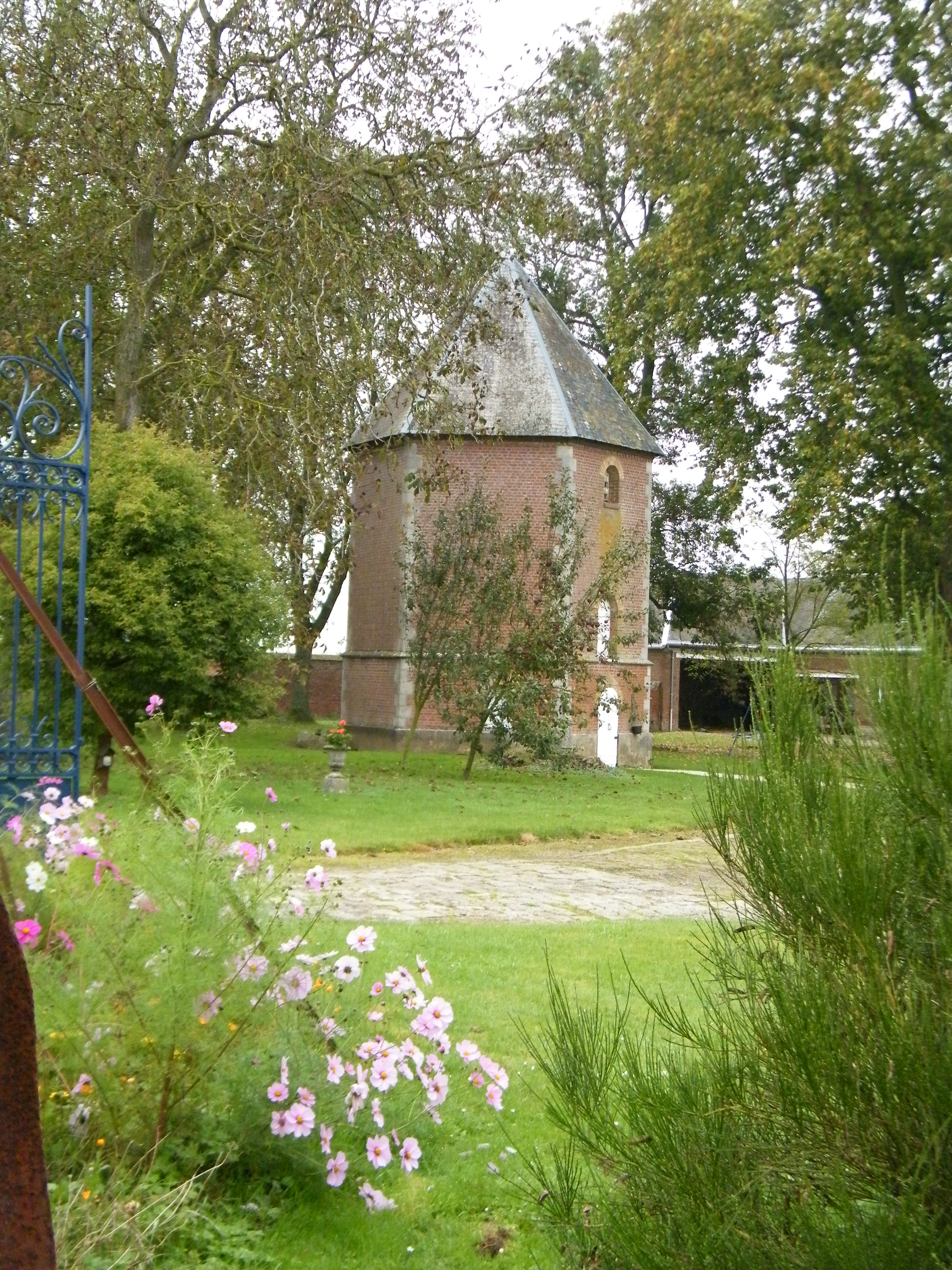

Dels 2 establiments que hi havia el 2007, 1 era d'una empresa de fabricació d'altres productes industrials i 1 d'una entitat de l'administració pública.
L'any 2000 a Fransart hi havia 4 explotacions agrícoles que ocupaven un total de 312 hectàrees.

## Poblacions més properes
El següent diagrama mostra les poblacions més properes.